# M 46 (звёздное скопление)
M 46 (также известно как Мессье 46 и NGC 2437) — рассеянное звёздное скопление в созвездии Кормы.

## История открытия
Скопление было открыто и каталогизировано Шарлем Мессье в 1771 году.

## Основные характеристики
M 46 находится на расстоянии приблизительно 5400 световых лет от Земли. Его предполагаемый возраст приблизительно 300 миллионов лет. Скопление содержит приблизительно 500 звёзд, из которых 150 обладают звёздной величиной 13m. Его пространственный диаметр — приблизительно 30 световых лет.
На первый взгляд кажется, что планетарная туманность NGC 2438 лежит в пределах скопления, но в действительности это объект переднего плана. В то же время протопланетарная туманность Калебаса (известная также как Тухлое Яйцо), вероятно, входит в состав скопления, поскольку имеет близкие к нему радиальную скорость, собственное движение и расстояние.

## Наблюдения
Это редко наблюдаемое с территории России скопление лежит в созвездии Кормы — фрагмента когда-то огромного созвездия «Корабль Арго». Но и «фрагмент» огромен — из умеренных широт северного полушария зимними вечерами мы можем наблюдать только северную — меньшую и не столь богатую яркими звёздами — часть созвездия Кормы. Созвездие Кормы (через него проходит Млечный Путь) особенно богато разнообразными рассеянными скоплениями. M 46 — самое интересное — лежит в его северной части.
Для того, чтобы найти это скопление на ночном небе, потребуется запастись по меньшей мере биноклем, для невооружённого глаза M 46 не доступно. Примерно в 5 градусах южнее неяркой α Единорога скопление видно в бинокль как туманное свечение округлой формы немного на восток от соседнего скопления звёзд M 47. В телескоп умеренной апертуры (127—180 мм) диффузное свечение распадается на огромное количество плотно заполняющих поле зрения окуляра неярких звёзд. Характерная особенность скопления тут же бросается в глаза — округлое резко очерченное пятно планетарной туманности NGC 2438 чуть северо-восточнее центра М46. Это одно из редчайших сочетаний — яркое и богатое рассеянное скопление и представительная планетарная туманность, случайно наложенные друг на друга.

### Соседи по небу из каталога Мессье
- M 47 — (западнее в полутора градусах) скопление не такое богатое, но собранное из более ярких звёзд;
- M 93 — (ещё южнее) более тусклое скопление;
- M 48 — (на северо-восток, в Гидре) богатое и яркое, более доступное для наблюдений скопление;
- M 50 — (на северо-запад, в Единороге) компактное скопление;
- M 41 — (на запад, в Большом Псе под Сириусом) очень богатое и яркое скопление.

### Последовательность наблюдения в «Марафоне Мессье»
…M 50 → M 93 → M 46 → M 47 → M 48…